# Myrcia velutiflora
Myrcia velutiflora är en myrtenväxtart som först beskrevs av Joáo Rodrigues de Mattos och Carlos Maria Diego Enrique Legrand, och fick sitt nu gällande namn av Joáo Rodrigues de Mattos. Myrcia velutiflora ingår i släktet Myrcia och familjen myrtenväxter. Inga underarter finns listade i Catalogue of Life.